# Condado de Cabo Bretón
El Condado de Cabo Bretón (en inglés: Cape Breton County, en gaélico: Siorramachd Cheap Breatuinn) es un antiguo condado de la provincia canadiense de Nueva Escocia, en la Isla de Cabo Bretón. Ahora es un municipio de un solo nivel llamado Municipalidad Regional de Cabo Bretón.

## Historia
Tomando su nombre del Cabo Bretón, el punto más oriental de la isla, que se llamaba así por los bretones de la región francesa de Bretaña, el condado tiene la que es probablemente la más antigua nomenclatura europea sobreviviente que se utilizó para designar partes de América del Norte.
Por proclamación del 17 de octubre de 1763, después de la terminación de la Guerra de los Siete Años, la isla de Cabo Bretón fue adjuntada formalmente a Nueva Escocia. Por un momento posterior dicha isla fue parte del condado de Halifax. El 10 de diciembre de 1765, isla del Cabo Bretón fue apartada como un condado independiente bajo el nombre de Condado de Cabo Bretón.
De 1784 a 1820, la isla del Cabo Bretón fue establecida como una colonia separada con un Teniente Gobernador y un Consejo Ejecutivo nominado, pero sin elección de una cámara de asamblea. No fue sino hasta después de que la isla del Cabo Bretón fuese re-anexada a Nueva Escocia en 1820, recibiéndola en representación de una legislatura electa.